# Atractodes rufipes
Atractodes rufipes là một loài tò vò trong họ Ichneumonidae.